# کوسکا (پالائو)
کوسکا (به لاتین: Koska) یک منطقهٔ مسکونی در پالائو است که در پلیلیو واقع شده‌است.